# Seligman (Arizona)
Seligman est une census-designated place (CDP) située dans le comté de Yavapai dans l'État de l'Arizona aux États-Unis. La population y était de 446 habitants lors du recensement de 2020. C'est une ville emblématique de la route 66, dite « mother road ».
En 2016, de nombreux habitants de Seligman ont consenti à s'exprimer devant la caméra du réalisateur allemand Claus Drexel lors du tournage du film documentaire America qui s'est déroulé dans leur petite localité. Le film, sorti en 2018 a été nommé pour le César du meilleur film documentaire. 

## Démographie
| 2000 | 2010 | 2020 | - | - | - |
| ---- | ---- | ---- | - | - | - |
| 456  | 445  | 446  | - | - | - |

## Gallerie

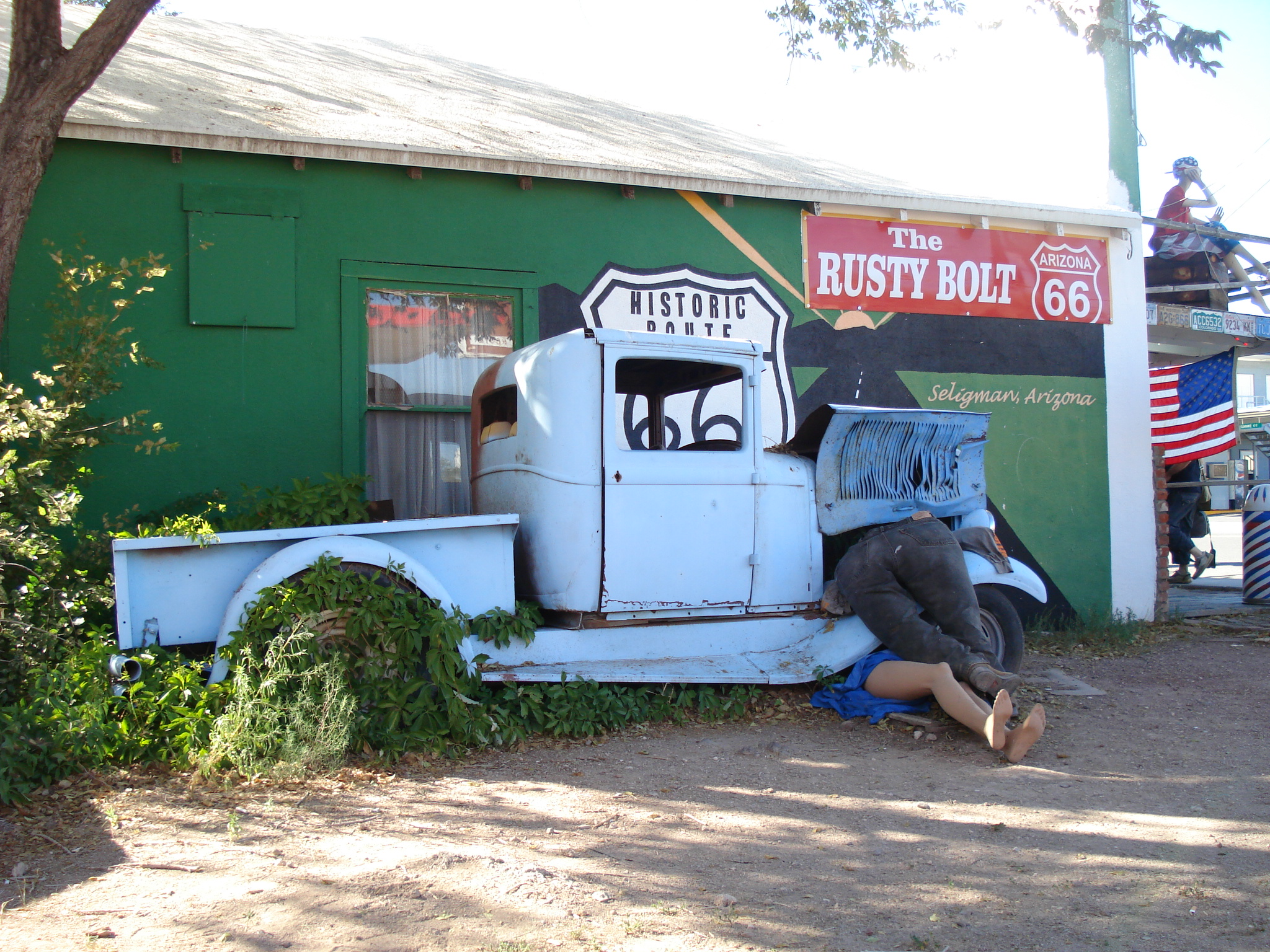
The Rusty Bolt.
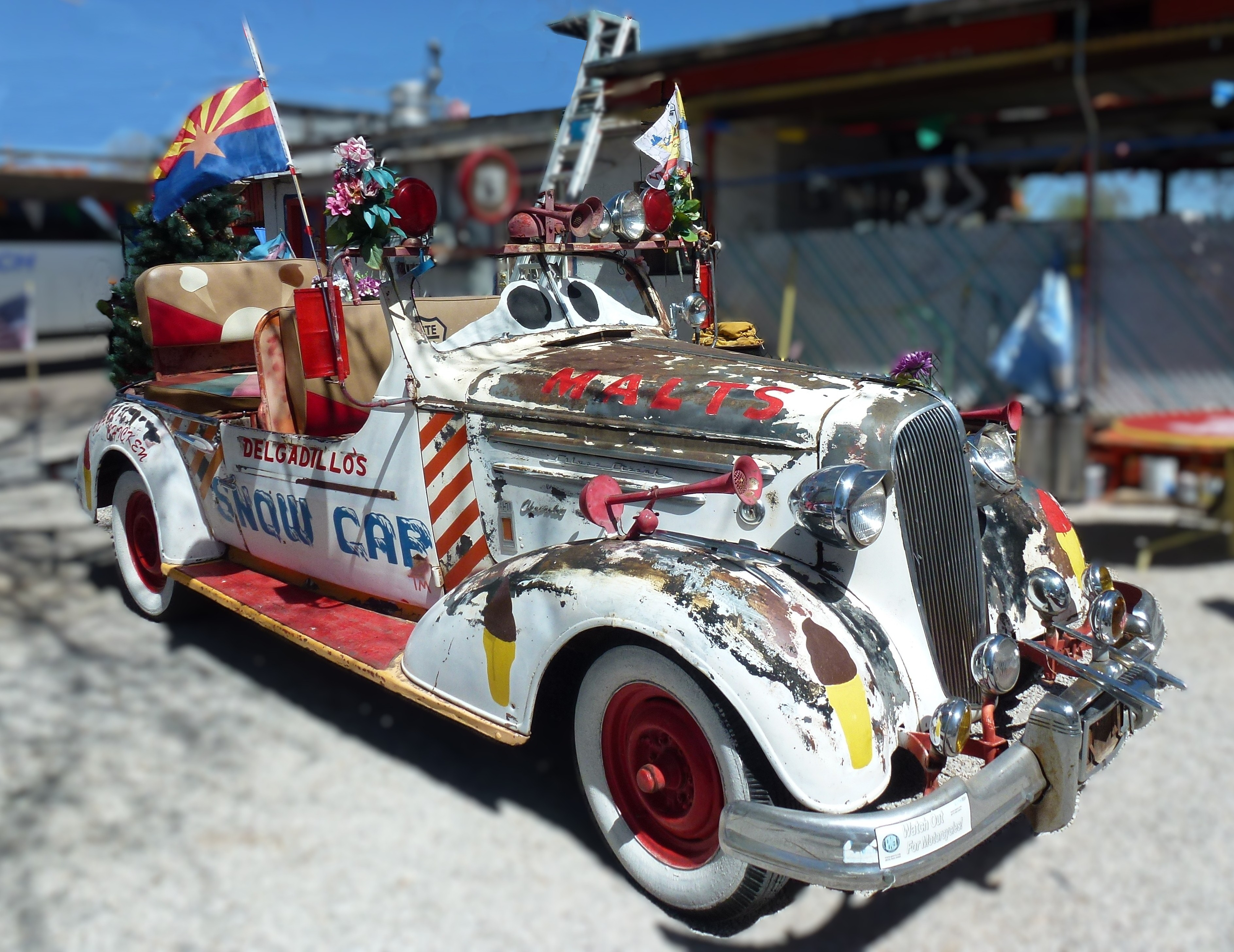
Chevrolet 1936 de Juan Delgadillo.